# Bernd Schröder (Fußballfunktionär)
Bernd Schröder (* 8. April 1966 in Münster) ist ein deutscher Unternehmensmanager und Fußballfunktionär. Von Januar 2022 bis Juli 2023 war er Vorstandsvorsitzender des FC Schalke 04.

## Leben
Schröder ist diplomierter Wirtschaftsmathematiker und promovierte an der Universität Bielefeld (Dr. rer. pol.). Er begann seine berufliche Laufbahn 1995 als Assistent des Vorstandes bei der Allianz Versicherung und arbeitete insgesamt 17 Jahre in verschiedenen Führungspositionen für die Bertelsmann-Gruppe und verantwortete bei der Direct Group Bertelsmann die deutschsprachigen Endkundengeschäfte. Von 2013 bis 2017 führte er als Vorsitzender der Geschäftsführung die Christ Juweliere und Uhrmacher GmbH. Seit 2018 ist er zudem geschäftsführender Gesellschafter der whyit GmbH, einer Plattform, die sich mit Company Building von digitalen Geschäftsmodellen befasst. Am 1. Mai 2019 wurde er Direktor Marketing/Vertrieb beim Fußball-Erstligisten Bayer 04 Leverkusen.
Am 1. Januar 2022 wurde Schröder Vorstandsvorsitzender des FC Schalke 04. Er verantwortete die Ressorts Strategie, Kommunikation, Marketing und Vertrieb neben seinen Vorstandskollegen Peter Knäbel (Sport) und Christina Rühl-Hamers (Finanzen, Personal und Recht). Am 30. Juli 2023 gab der FC Schalke 04 bekannt, dass Schröder den Verein „im gegenseitigen Einvernehmen“ verlässt. Zuvor war ihm vorgeworfen worden, den Klub nicht gut genug auf das Sonderkündigungsrecht des Hauptsponsors meinAuto.de vorbereitet zu haben. Auch war Schröder bis kurz vor Saisonstart nicht in der Lage, einen neuen Hauptsponsor zu zufriedenstellenden Konditionen zu präsentieren.
Schröder ist verheiratet und hat einen Sohn.